# Golpe de Sorte (1.ª temporada)
A primeira temporada de Golpe de Sorte foi exibida na SIC de 27 de maio a 28 de junho de 2019. 
Contou com Maria João Abreu, Dânia Neto e Jorge Corrula nos papéis principais.

## Sinopse
A pacata vila de Alvorinha é repentinamente colocada no mapa quando Maria do Céu Garcia (Maria João Abreu), uma humilde vendedora frutas no mercado, ganha o euromilhões. Ela agora é uma das mulheres mais ricas do país e todos comemoram a sua vitória.
Telma (Isabela Valadeiro) tem bom coração, mas é ingénua e sonha com a fama. Ela ficará em êxtase ao perceber que é rica e será capaz de satisfazer todas as suas fantasias materialistas. Bruno (Ângelo Rodrigues) é o oposto, responsável e trabalhador. Ele terá que lidar com vários desafios, sendo o maior deles, descobrir a traição da sua namorada Jéssica.
Agora que ela tem dinheiro, os objetivos de Céu são permitir que a sua família viva uma vida boa e encontrar o seu filho desaparecido, Rafael.
Ainda grávida, o recém-nascido foi levado embora quando a sua família e o seu namorado de infância Zé Luís Toledo (José Raposo) foram manipulados pela Preciosa, a mãe de Zé, para entregar o bebé para adoção.
Sílvia Mira (Dânia Neto) e Caio Amaral (Jorge Corrula) são dois burlões profissionais. Ambos cresceram no orfanato de Madre Rosário (Ana Bustorff). O vazio emocional na vida de Caio fez com que aprendesse a desenrascar-se sozinho, arranjando os mais variados esquemas para se safar, juntamente com Sílvia, tornando-se os dois em golpistas profissionais e caçadores de fortunas. Os vigaristas ouvem a notícia de que Maria do Céu ganhou o euromilhões e decidem que o seu próximo golpe de sorte são os milhões de Maria do Céu. Manipuladores e mestres do disfarce, eles conseguiram escapar impunes dos seus vários crimes por muitos anos.
Uma das maiores pontuações aconteceu em 2006, quando levaram Fernando Craveiro (Rogério Samora) à falência. Em desespero, o empresário planeia matar os golpistas, deixando uma carta para a sua filha Leonor (Diana Chaves), a explicar tudo o que aconteceu, mas morre num acidente de carro sem poder se vingar. O mundo de Leonor desaba com a morte de seu pai e o desejo de vingança coloca-a numa missão de buscar aqueles que destruíram a vida de sua família. Treze anos depois, ela finalmente obtém a localização dos burlões em Alvorinha, mudando de identidade para Alice Barreto.
Maria do Céu vai receber os burlões, agora Miriam e Jorge, no seu mundo, mas mal ela imagina que eles vão abrir uma caixa de pandora na sua família.

## Elenco

### Elenco Principal
| Ator/Atriz        | Personagem                              |
| ----------------- | --------------------------------------- |
| Maria João Abreu  | Maria do Céu Garcia                     |
| Dânia Neto        | Sílvia Mira / Miriam Barbosa Sousa Vale |
| Jorge Corrula     | Caio Amaral / Jorge Montalvão           |
| Diana Chaves      | Leonor Alves Craveiro                   |
| Isabela Valadeiro | Telma Garcia                            |
| Ângelo Rodrigues  | Bruno Garcia                            |
| Manuela Maria     | Preciosa Toledo                         |
| José Raposo       | José Luís Toledo                        |
| Carolina Carvalho | Jéssica Toledo                          |

### Elenco Recorrente
| Ator/Atriz           | Personagem              |
| -------------------- | ----------------------- |
| Rui Mendes           | Natário Garcia          |
| Vítor Norte          | Horácio Toledo          |
| Henriqueta Maya      | Cremilde Reis           |
| Carmen Santos        | Lúcia Garcia            |
| Helena Laureano      | Rosanne Toledo          |
| Rosa do Canto        | Amália Reis             |
| Ana Bustorff         | Madre Rosário           |
| Ana Guiomar          | Patrícia Cruz           |
| João Paulo Rodrigues | Justino «Tino» Sanganha |
| Oceana Basílio       | Teresa Dantas           |
| Diogo Amaral         | Padre Aníbal Dantas     |
| Pedro Laginha        | Carlos Alberto Nobrega  |
| Duarte Gomes         | Cláudio Toledo          |
| Cecília Henriques    | Graciete Pompeu         |
| António Camelier     | Ricardo Assunção        |
| João Paulo Sousa     | Xavier Reis             |
| Sara Norte           | Branca Lucena           |
| Inês Monteiro        | Cíntia Novais           |
| Adriane Garcia       | Kelly Lazzaro           |
| Elsa Valentim        | Eugénia Alves Craveiro  |

### Participação
| Ator/Atriz      | Personagem              |
| --------------- | ----------------------- |
| Rogério Samora  | Fernando Alves Craveiro |
| Marques d'Arede | Artur Colaço            |

### Artistas Convidados
| Ator/Atriz        | Personagem | Nº do episódio |
| ----------------- | ---------- | -------------- |
| Cristina Ferreira | Ela mesma  | Episódio 3     |
| Ana Malhoa        | Ela mesma  | Episódio 22    |
| Marco Paulo       | Ele mesmo  | Episódio 27    |

### Elenco Infantil
| Ator/Atriz     | Personagem    |
| -------------- | ------------- |
| Matilde Serrão | Beatriz «Bia» |

### Elenco 1981
| Ator/Atriz           | Personagem                  |
| -------------------- | --------------------------- |
| Teresa Mello Sampayo | Maria do Céu Garcia (jovem) |
| Ricardo Raposo       | José Luís Toledo (jovem)    |
| Raquel Rocha Vieira  | Preciosa Toledo (jovem)     |
| —                    | Lúcia Garcia (jovem)        |

### Elenco 2006
| Ator/Atriz      | Personagem                    |
| --------------- | ----------------------------- |
| Maria Marques   | Telma Garcia (jovem)          |
| —               | Bruno Garcia (jovem)          |
| Daniela Marques | Leonor Alves Craveiro (jovem) |

### Elenco Adicional
| Ator/Atriz       | Personagem      |
| ---------------- | --------------- |
| Sandra Santos    | Rita            |
| Mara Prates      | Ilda            |
| Marco Costa      | Agente da PJ    |
| Eric Santos      | Francisco Bento |
| Andreia Dinis    | Dália           |
| Frederico Barata | Serafim         |

## Episódios
| #  | ## | Título        | Dirigido por                   | Escrito por     | Exibição original                                          | Audiências (em milhões)      |
| -- | -- | ------------- | ------------------------------ | --------------- | ---------------------------------------------------------- | ---------------------------- |
| 1  | 1  | "Episódio 1"  | Carlos Dante e António Gonçalo | Vera Sacramento | 27 de maio de 2019                                         | 1,36                         |
| 2  | 2  | "Episódio 2"  | Carlos Dante e António Gonçalo | Vera Sacramento | 28 de maio de 2019                                         | 1,30                         |
| 3  | 3  | "Episódio 3"  | Carlos Dante e António Gonçalo | Vera Sacramento | 29 de maio de 2019                                         | 1,16                         |
| 4  | 4  | "Episódio 4"  | Carlos Dante e António Gonçalo | Vera Sacramento | 30 de maio de 2019                                         | 1,03                         |
| 5  | 5  | "Episódio 5"  | Carlos Dante e António Gonçalo | Vera Sacramento | 31 de maio de 2019                                         | 1,00                         |
| 6  | 6  | "Episódio 6"  | Carlos Dante e António Gonçalo | Vera Sacramento | 3 de junho de 2019                                         | 1,16                         |
| 7  | 7  | "Episódio 7"  | Carlos Dante e António Gonçalo | Vera Sacramento | 4 de junho de 2019                                         | 1,10                         |
| 8  | 8  | "Episódio 8"  | Carlos Dante e António Gonçalo | Vera Sacramento | 5 de junho de 2019                                         | 1,09                         |
| 9  | 9  | "Episódio 9"  | Carlos Dante e António Gonçalo | Vera Sacramento | 6 de junho de 2019                                         | 1,19                         |
| 10 | 10 | "Episódio 10" | Carlos Dante e António Gonçalo | Vera Sacramento | 7 de junho de 2019                                         | 1,08                         |
| 11 | 11 | "Episódio 11" | Carlos Dante e António Gonçalo | Vera Sacramento | 10 de junho de 2019                                        | 1,19                         |
| 12 | 12 | "Episódio 12" | Carlos Dante e António Gonçalo | Vera Sacramento | 11 de junho de 2019                                        | 1,09                         |
| 13 | 13 | "Episódio 12" | Carlos Dante e António Gonçalo | Vera Sacramento | 12 de junho de 2019                                        | 0,87                         |
| 14 | 14 | "Episódio 14" | Carlos Dante e António Gonçalo | Vera Sacramento | 13 de junho de 2019                                        | 1,03                         |
| 15 | 15 | "Episódio 15" | Carlos Dante e António Gonçalo | Vera Sacramento | 14 de junho de 2019                                        | 0,97                         |
| 16 | 16 | "Episódio 16" | Carlos Dante e António Gonçalo | Vera Sacramento | 17 de junho de 2019                                        | 1,09                         |
| 17 | 17 | "Episódio 17" | Carlos Dante e António Gonçalo | Vera Sacramento | 17 de junho de 2019 (Parte 1)18 de junho de 2019 (Parte 2) | 1,09 (Parte 1)1,19 (Parte 2) |
| 18 | 18 | "Episódio 18" | Carlos Dante e António Gonçalo | Vera Sacramento | 18 de junho de 2019                                        | 1,19                         |
| 19 | 19 | "Episódio 19" | Carlos Dante e António Gonçalo | Vera Sacramento | 19 de junho de 2019                                        | 1,10                         |
| 20 | 20 | "Episódio 20" | Carlos Dante e António Gonçalo | Vera Sacramento | 20 de junho de 2019                                        | 1,04                         |
| 21 | 21 | "Episódio 21" | Carlos Dante e António Gonçalo | Vera Sacramento | 21 de junho de 2019                                        | 1,05                         |
| 22 | 22 | "Episódio 22" | Carlos Dante e António Gonçalo | Vera Sacramento | 22 de junho de 2019                                        | 0,94                         |
| 23 | 23 | "Episódio 23" | Carlos Dante e António Gonçalo | Vera Sacramento | 24 de junho de 2019                                        | 1,13                         |
| 24 | 24 | "Episódio 24" | Carlos Dante e António Gonçalo | Vera Sacramento | 25 de junho de 2019                                        | 1,17                         |
| 25 | 25 | "Episódio 25" | Carlos Dante e António Gonçalo | Vera Sacramento | 26 de junho de 2019                                        | 1,23                         |
| 26 | 26 | "Episódio 26" | Carlos Dante e António Gonçalo | Vera Sacramento | 27 de junho de 2019                                        | 1,12                         |
| 27 | 27 | "Episódio 27" | Carlos Dante e António Gonçalo | Vera Sacramento | 28 de junho de 2019                                        | 1,10                         |

## Audiências
A 1.ª temporada estreou com 14.0 de rating e 29.6% de share, com cerca de 1 milhão e 356 mil espectadores, na liderança absoluta, com um pico de 14.7 de audiência e 30.8% de share, sendo o programa mais visto do dia, fazendo com que Alma e Coração passasse para o horário seguinte.
Ao segundo episódio volta a liderar tanto o horário como a tabela dos mais vistos do dia. A série garantiu uma audiência média de 13.5 com um share correspondente de 28.4%. Em média, 1 milhão e 304 mil espectadores garantiram a liderança absoluta. Às 22h22 chegou ao seu melhor registo, com mais meio milhão que a TVI. Neste preciso minuto a SIC chegava a um patamar de 14.1/30.4%.
Com a participação de Cristina Ferreira, no terceiro episódio a série voltou a ultrapassar a concorrência. Em termos de resultados, conseguiu 12.0 de audiência média e 27.0% de quota de mercado. O melhor momento foi registado às 22h43, quando a SIC registava 13.4 pontos de rating e 32.0% de share com pouco mais de 1 milhão e 300 mil espectadores sintonizados no canal.
A 22 de junho de 2019, a trama da SIC teve um episódio extra e especial, pela primeira vez exibido a um sábado e que contou com a participação especial da cantora Ana Malhoa. Em termos médios, “Golpe de Sorte” garantiu a liderança da tabela de audiências com 9.7 de rating e 25.3% de quota média de mercado, sendo este um dos piores resultados da série devido ao facto de ter sido exibido fora da normalidade, ao fim de semana. Em média, 944 mil e 100 espectadores seguiram o episódio deste sábado da série. O pico foi às 22h37, perto do fim, quando a SIC chegava aos 11.1/29.5%.
A 1.ª temporada terminou com 11.4 de audiência e 26.7% de share com cerca de 1 milhão e 106 mil espectadores, na liderança.
| Média | Média | Episódios transmitidos | Rating | Share | Ref.   |
| ----- | ----- | ---------------------- | ------ | ----- | ------ |
| 2019  | Maio  | 5 episódios            | 12.1   | 26.6% | [ 33 ] |
| 2019  | Junho | 22 episódios           | 11.3   | 24.8% | [ 34 ] |
| Total | Total | 27 episódios           | 11.7   | 25.7% |        |